# Juge de l'exécution
Pour les articles homonymes, voir JEX.
Le juge de l’exécution (souvent abrégé en « JEX ») constitue une juridiction particulière en droit français, compétente, principalement mais non exclusivement, pour régler des litiges s'élevant lors de l'exécution forcée d'une décision judiciaire de droit civil.
Sa compétence est régie par un ensemble complexe de textes, paradoxalement situés hors du code de l'organisation judiciaire.

## Caractères généraux de cette juridiction

### Textes applicables
Cette juridiction a été créée par la loi du 9 juillet 1991 et son décret d'application du 31 juillet 1992, réformant les procédures civiles d’exécution et le Code de l'organisation judiciaire.
La procédure devant le juge de l'exécution est, quant à elle, précisée par les décrets du 18 décembre 1996 et du 30 octobre 1998.
Enfin, l’ordonnance du 8 juin 2006 apporte quelques nouveautés, au travers de sa section 4, quant à la compétence d’attribution de cette juridiction.
À ce jour, à défaut de publication du décret portant réforme de la partie réglementaire du Code de l’organisation judiciaire, les dispositions législatives de cette ordonnance ne sont pas entrées en vigueur. Cependant, aucun bouleversement n’étant à attendre, l’analyse juridique qui suit emprunte à cette ordonnance ses dispositions. Aussi est-il préférable d'accompagner la lecture de cet article d'une édition à jour du code de l’organisation judiciaire (COJ) que vous pouvez consulter sur légifrance.

### Institution
« Les fonctions de juge de l'exécution sont exercées par le président du tribunal judiciaire.
Lorsqu'il délègue ces fonctions à un ou plusieurs juges, le président du tribunal judiciaire fixe la durée et l'étendue territoriale de cette délégation. »
— Article L213-5 du Code de l'organisation judiciaire
Ainsi, c'est en principe le président du tribunal judiciaire qui exerce les fonctions de juge de l'exécution. Toutefois, il peut déléguer ces fonctions à un ou plusieurs autres juges.
Dans ce cas, les ordonnances et jugements rendus à ce titre débutent par la formule : « Nous, , juge d’instance de..., délégué dans les fonctions de juge de l’exécution en matière de surendettement pour le ressort de compétence du tribunal d’instance de... »

### Compétence d'attribution
« Le juge de l'exécution connaît, de manière exclusive, des difficultés relatives aux titres exécutoires et des contestations qui s'élèvent à l'occasion de l'exécution forcée, même si elles portent sur le fond du droit à moins qu'elles n'échappent à la compétence des juridictions de l'ordre judiciaire.

Dans les mêmes conditions, il autorise les mesures conservatoires et connaît des contestations relatives à leur mise en œuvre.

Il connaît, sous la même réserve, des demandes en réparation fondées sur l'exécution ou l'inexécution dommageables des mesures d'exécution forcée ou des mesures conservatoires. »
— futur article L.213-6 COJ
Jusqu’au 1er septembre 2011,  il connaissait également des mesures de traitement des situations de surendettement des particuliers et de la procédure de rétablissement personnel.
La  loi no 2010-1609 du 22 décembre 2010 relative à l'exécution des décisions de justice, aux conditions d'exercice de certaines professions réglementées et aux experts judiciaires a transféré au tribunal d’instance, à effet du 1er septembre 2011,  la compétence en matière de contentieux du traitement du surendettement des particuliers.
Cette  loi a inséré un article L. 221-8-1au code de l'organisation judiciaire ainsi rédigé :
«.-Le juge du tribunal d'instance connaît des mesures de traitement des situations de surendettement des particuliers et de la procédure de rétablissement personnel. Un décret peut désigner, dans le ressort de chaque tribunal de grande instance, un ou plusieurs tribunaux d'instance dont les juges seront seuls compétents pour connaître de ces mesures et de cette procédure. » ; 
II. ― Au titre III du livre III du code de la consommation, les mots : « juge de l'exécution » sont remplacés par les mots : « juge du tribunal d'instance ».
Toutefois, aux termes du décret no 2011-741 du 28 juin 2011, le juge de l’exécution demeure compétent pour statuer sur les instances introduites devant lui avant le 1er septembre 2011. Au  1er mars 2012, toutes les instances encore en cours sont transférées en l’état au juge du tribunal d’instance compétent.
En première analyse, apparaissent les deux volets de compétence : juge des incidents d’exécution et juge des mesures conservatoires.
Cependant, l’article 8 du décret de 1992 précise que « le juge de l’exécution ne peut ni modifier le dispositif de la décision de justice qui sert de fondement aux poursuites, ni en suspendre l’exécution.
Toutefois, après signification du commandement ou de l’acte de saisie selon les cas, il a compétence pour accorder un délai de grâce. »
Une abondante jurisprudence vient préciser l’ensemble de ces éléments.

### Compétence territoriale
La juridiction compétente est, au choix du demandeur, soit celle du domicile du débiteur, soit celle du lieu d’exécution de la mesure contestée (art. 9 du décret de 1992).
Quelques exceptions d’ordre public, c’est-à-dire auxquelles on ne peut pas déroger :
- En matière d’expulsion : est compétent le juge du lieu d’implantation de l’immeuble (art. 209 du décret susvisé[2]).

- En matière de répartition du prix d’une vente forcée : est compétent le juge du lieu de la vente (art. 293 du décret susvisé[2]).

### Procédure devant le juge de l'exécution
La procédure est orale et sans représentation obligatoire, le juge étant saisi par assignation, sauf en matière d'expulsion où il peut être saisi par lettre recommandée avec accusé de réception ou par déclaration au greffe.
Toutefois, originalité de la procédure, au cours de l’instance, une partie peut exposer ses moyens par lettre adressée au juge et, donc, ne pas se présenter à l’audience. Le jugement à intervenir sera alors contradictoire si la partie justifie avoir adressé préalablement ses moyens et ses prétentions à son adversaire par lettre recommandée avec accusé de réception, ceci afin de respecter le principe du contradictoire.
Le délai d’appel est de 15 jours à compter de la notification de la décision. La notification est effectuée par le greffe par lettre recommandée avec accusé de réception. Les parties ont aussi la possibilité de renoncer à la notification de la décision à intervenir, dans ce cas le délai d'appel court à partir du prononcé du jugement.
Devant la cour d’appel, la procédure est régie par les règles de la procédure avec représentation obligatoire.
Précision importante : le délai d’appel et l’appel lui-même n’ont pas d’effet suspensif (art. 30 du décret susvisé). Cela résulte du fait que toutes les décisions du JEX sont assorties de l'exécution provisoire de droit. Seule une décision du Premier président de la cour d’appel peut stopper l'exécution provisoire de droit. Sa saisine s'effectue alors par voie d'assignation.
L’huissier de justice chargé de l’exécution d’un titre peut saisir le juge de l’exécution de « toute difficulté entravant le cours de ses opérations » par déclaration au greffe de la juridiction. Dans cette hypothèse, il lui appartiendra de convoquer lui-même les parties après avoir dressé un procès-verbal de difficulté.

## Deux volets de compétence

### Juge des incidents d’exécution

#### Incidents proprement dits
La procédure d’exécution forcée des décisions de justice étant très formelle, le juge de l’exécution est compétent pour trancher les litiges pouvant s’élever à cette occasion.
En effet, et la précision est d’importance, le juge de l’exécution ne peut être saisi que lorsqu'une procédure d’exécution forcée est engagée par le créancier et à cette occasion seulement.
C’est le cas, lorsque le créancier a fait signifier au débiteur un commandement de payer ou qu’un acte de saisie lui a été notifié sachant qu'un simple commandement de payer n'est pas un acte d'exécution.
Quelques exemples :
- Litige quant à la validité du titre fondement nécessaire de la procédure forcée, l’article 3 de la loi 
no 91-650 complétée par la loi no 99-957 fixant une liste exhaustive de décisions, actes et jugements valant titres exécutoires.

De même, l’article 98 de la loi no 92-1476, définit-il les titres exécutoires émis par les personnes morales de droit public en recouvrement des cotisations, impôts et taxes.
Le juge de l’exécution peut ainsi être amené à juger si le titre objet d’une procédure forcée entre bien dans la catégorie des titres exécutoires. Par contre, il ne peut pas remettre en cause le titre exécutoire, le juge de l'exécution n'étant pas une juridiction d'appel. ([Cass.Civ 2e 17.06.1998])
- Litige quant aux biens saisis, l’article 14 du décret susvisé définissant très précisément les biens insaisissables. ([Cass.Civ 2e 15.12.2005])

- Litige quant à la validité des opérations de saisie ou l’expulsion, particulièrement exigeantes en matière procédurale.

(TGI LYON – 02.11.1993 « les biens saisis ayant été désignés par lots et le lot étant une quantité imprécise, la saisie est nulle » ou encore « CA PARIS – 12.03.2002 « est nul et de nul effet un commandement de quitter les lieux délivré à l’épouse visant un arrêt d’appel ne concernant que le mari, seul partie à l’instance »)
- Contestation d'une saisie attribution

Le juge de l'exécution a compétence pour statuer sur la validité d'une saisie attribution. Il doit être saisi par assignation délivrée dans le délai d'un mois suivant la dénonciation de la saisie faite au débiteur. L'huissier informe le même jour qu'il délivre l'assignation l'huissier saisissant de la contestation à peine d'irrecevabilité. A peine de caducité de l'assignation, copie de la lettre adressée au tiers saisi doit être remise au greffe au plus tard le jour de l'audience.
- sort des meubles après expulsion

Le juge de l'exécution est également compétent pour statuer sur le sort des meubles restant dans les lieux après expulsion. Il est saisi par la remise du procès-verbal d'expulsion au greffe. Il s'assure qu'un mois s'est écoulé entre la date d'audience et la date de la dénonciation à l'expulsé du procès-verbal d'expulsion. S'il reste des biens de valeur dans les lieux au jour où il statue, le juge prononcera à la demande du créancier (ou de son huissier) la vente des biens. Le plus souvent, en l'absence de biens de valeur, il prononcera l'abandon des meubles.
- en matière de baux commerciaux

Aucun texte ne permet au juge de l'exécution d'accorder des délais en matière de baux commerciaux, et ce par application de l'article 1343-5 du Code civil sur renvoi de l'article 145-41 du code de commerce.

#### Astreinte
Le juge de l'exécution peut prononcer une astreinte envers celui qui n'exécute pas une obligation, principalement une obligation de faire ou de ne pas faire.
Art. 33 : "Tout juge peut, même d'office, ordonner une astreinte pour assurer l'exécution de sa décision.
Le juge de l'exécution peut assortir d'une astreinte une décision rendue par un autre juge si les circonstances en font apparaître la nécessité."
Art. 34 : "L'astreinte est indépendante des dommages-intérêts (...)"
Art. 36 : " (...) L'astreinte provisoire ou définitive est supprimée en tout ou partie s'il est établi que l'inexécution ou le retard dans l'exécution de l'injonction du juge, provient, en tout ou partie, d'une cause étrangère."
On retiendra de ces textes que l'astreinte est, d'une part, une contrainte financière imposée au débiteur d'une obligation qui, indépendamment, pourrait être condamné à des dommages-intérêts et, d'autre part, que le débiteur ne peut s'en exonérer qu'en démontrant que son retard est dû à une cause étrangère à sa propre et seule volonté.
Toutefois, la compétence - exclusive ou non - voire l'incompétence du juge de l'exécution est parfois très malaisée à cerner en raison d'une superposition de textes concernant la fixation et la liquidation des astreintes.

#### Demandes de délai de grâce
Fréquemment, le juge de l’exécution est saisi de demandes de délai de paiement de la part des débiteurs.
En effet, cette juridiction peut accorder au débiteur de bonne foi, sur le fondement de l’article 1244-1 du code civil, un échelonnement ou un report de la dette pendant au plus 24 mois, sauf en matière fiscale et en présence d'une créance alimentaire. 
Conformément à l'article 510 du code de procédure civile, le juge de l'exécution n'est compétent pour accorder des délais de paiements que dès lors qu'un commandement de payer ou un acte d'exécution a été délivré.
De plus, le juge peut décider que les sommes dues porteront intérêts à un taux réduit, dans la limite toutefois de l’intérêt légal.
Enfin, aux termes de l’article 1244-2 du code civil, l’octroi de délais de paiement suspend le cours de la procédure d’exécution forcée et fait cesser les éventuelles majorations d’intérêts ou les pénalités.

### Juge des mesures conservatoires
L'article 67 de la loi no 91-650 définit la mesure conservatoire : "Toute personne dont la créance paraît fondée en son principe peut solliciter du juge l'autorisation de pratiquer une mesure conservatoire sur les biens de son débiteur, sans commandement préalable, si elle justifie de circonstances susceptibles d'en menacer son recouvrement.
La mesure conservatoire prend la forme d'une saisie conservatoire ou d'une surêté judiciaire."
Il s'agit d'une mesure visant à garantir un créancier, apte à démontrer la validité de sa créance y compris en l'absence de tout titre exécutoire et en cas de péril dans son recouvrement.
Le juge de l'exécution est saisi par requête et statue donc sans débat contradictoire, sauf s'il estime ce débat nécessaire. Il faut préciser que le créancier qui dispose d'un titre d'exécutoire ou d'un jugement non définitif est dispensé d'obtenir une autorisation du juge.
Afin d'éviter toute mesure disproportionnée, le juge est tenu, à peine de nullité de son ordonnance, de déterminer le montant des sommes pour la garantie desquelles la mesure conservatoire est autorisée et préciser la nature des biens sur lesquels elle porte. (art. 212 du décret)
À peine de caducité, le créancier dispose de trois mois pour exécuter l'ordonnance.
Également à peine de caducité, le créancier non titulaire d'un titre exécutoire doit, dans le mois qui suit l'exécution de la mesure, introduire une action judiciaire en vue de l'obtention d'un tel titre.
Très classiquement, la saisie conservatoire, qui, faut-il le rappeler, ne peut être pratiquée que sur les biens limitativement fixés dans l'ordonnance du juge, peut revêtir la forme d'une saisie de biens meubles appartenant au débiteur (meubles meublants, avoirs bancaires, droits d'associés....) mais aussi d'une surêté judiciaire.
Celle-ci consiste en :
- l'inscription provisoire d'une hypothèque auprès de la conservation des hypothèques de la situation de l'immeuble concerné

- l'inscription provisoire d'un nantissement du fonds de commerce du débiteur auprès du greffe du tribunal de commerce territorialement compétent.

- le nantissement provisoire de parts sociales ou de valeurs mobilières du débiteur.

Dès l'obtention d'un titre exécutoire passé en force de chose jugée, et, à défaut de paiement par le débiteur, le créancier pourra convertir ces inscriptions provisoires en inscriptions définitives.
Si la procédure d'obtention d'une ordonnance autorisant une mesure conservatoire est relativement aisée, sous réserve de produire les justifications nécessaires, celle à mettre en œuvre pour son exécution - notamment en matières de surêtés judiciaires - est particulièrement technique.

### Documentation externe
Bibliographie :
- Droit et pratique des voies d'exécution 2007-2008 - 5e édition - S. Guinchard, T. Moussa - Dalloz - Dalloz Action -  (ISBN 978-2-247-06922-4)
- Code de l'exécution, Éditions juridiques et Techniques, 2008

Liens externes :
- Le juge de l'exécution s'est imposé comme un juge de proximité, rapide et efficace in Quels métiers pour quelle justice ?, rapport d'information du Sénat, 2002.